# Monaco au Concours Eurovision de la chanson 2004
Monaco a participé au Concours Eurovision de la chanson 2004, les 12 et 15 mai à Istamboul, en Turquie. C'est la 22e participation monégasque au Concours Eurovision de la chanson, après vingt-cinq ans d'absence.
Le pays est représenté par la chanteuse Märyon et la chanson Notre planète, sélectionnées en interne par TMC.

## Sélection interne
Le radiodiffuseur monégasque, Télé Monté-Carlo (TMC), choisit l'artiste et la chanson en interne pour représenter Monaco au Concours Eurovision de la chanson 2004.
| Artiste | Chanson       | Langue   |
| ------- | ------------- | -------- |
| Märyon  | Notre planète | Français |

Lors de cette sélection, c'est la chanson Notre planète, interprétée par Märyon, qui fut choisie.

## À l'Eurovision

### Points attribués par Monaco
| 12 points | Chypre               |
| 10 points | Danemark             |
| 8 points  | Pays-Bas             |
| 7 points  | Serbie-et-Monténégro |
| 6 points  | Finlande             |
| 5 points  | Ukraine              |
| 4 points  | Grèce                |
| 3 points  | Albanie              |
| 2 points  | Lettonie             |
| 1 point   | Portugal             |

| 12 points | France               |
| 10 points | Grèce                |
| 8 points  | Turquie              |
| 7 points  | Allemagne            |
| 6 points  | Ukraine              |
| 5 points  | Islande              |
| 4 points  | Bosnie-Herzégovine   |
| 3 points  | Espagne              |
| 2 points  | Chypre               |
| 1 point   | Serbie-et-Monténégro |

### Points attribués à Monaco
| 12 points | 10 points          | 8 points | 7 points  | 6 points |
| --------- | ------------------ | -------- | --------- | -------- |
|           |                    |          |           |          |
| 5 points  | 4 points           | 3 points | 2 points  | 1 point  |
|           | - Andorre - Chypre |          | - Albanie |          |

Märyon interprète Notre planète en neuvième position lors de la soirée de la demi-finale, suivant Malte et précédant la Grèce.
Au terme du vote final, Monaco termine 19e — à égalité avec la Biélorussie — sur 22 pays, ayant reçu 10 points,. N'ayant pas terminé parmi les dix premiers pays au classement, Monaco ne s'est pas qualifié pour la finale.
Monaco attribue ses douze points à Chypre en demi-finale et à la France en finale,.